# Раньядуш (Визеу)
Раньядуш (порт. Ranhados) — район (фрегезия) в Португалии, входит в округ Визеу. Является составной частью муниципалитета Визеу. По старому административному делению входил в провинцию Бейра-Алта. Входит в экономико-статистический субрегион Дан-Лафойнш, который входит в Центральный регион. Население составляет 3996 человек на 2001 год. Занимает площадь 6,58 км².